# Abedi Bigirimana
 (décembre 2023).
Si vous disposez d'ouvrages ou d'articles de référence ou si vous connaissez des sites web de qualité traitant du thème abordé ici, merci de compléter l'article en donnant les références utiles à sa vérifiabilité et en les liant à la section « Notes et références ».
 (mai 2023).
La mise en forme du texte ne suit pas les recommandations de Wikipédia : il faut le « wikifier ».
Les points d'amélioration suivants sont les cas les plus fréquents. Le détail des points à revoir est peut-être précisé sur la page de discussion.
- Les titres sont pré-formatés par le logiciel. Ils ne sont ni en capitales, ni en gras.
- Le texte ne doit pas être écrit en capitales (les noms de famille non plus), ni en gras, ni en italique, ni en « petit »…
- Le gras n'est utilisé que pour surligner le titre de l'article dans l'introduction, une seule fois.
- L'italique est rarement utilisé : mots en langue étrangère, titres d'œuvres, noms de bateaux, etc.
- Les citations ne sont pas en italique mais en corps de texte normal. Elles sont entourées par des guillemets français : « et ».
- Les listes à puces sont à éviter, des paragraphes rédigés étant largement préférés. Les tableaux sont à réserver à la présentation de données structurées (résultats, etc.).
- Les appels de note de bas de page (petits chiffres en exposant, introduits par l'outil «  Source ») sont à placer entre la fin de phrase et le point final[comme ça].
- Les liens internes (vers d'autres articles de Wikipédia) sont à choisir avec parcimonie. Créez des liens vers des articles approfondissant le sujet. Les termes génériques sans rapport avec le sujet sont à éviter, ainsi que les répétitions de liens vers un même terme.
- Les liens externes sont à placer uniquement dans une section « Liens externes », à la fin de l'article. Ces liens sont à choisir avec parcimonie suivant les règles définies. Si un lien sert de source à l'article, son insertion dans le texte est à faire par les notes de bas de page.
- La présentation des références doit suivre les conventions bibliographiques. Il est recommandé d'utiliser les modèles {{Ouvrage}}, {{Chapitre}}, {{Article}}, {{Lien web}} et/ou {{Bibliographie}}. Le mode d'édition visuel peut mettre en forme automatiquement les références.
- Insérer une infobox (cadre d'informations à droite) n'est pas obligatoire pour parachever la mise en page.

Pour une aide détaillée, merci de consulter Aide:Wikification.
Si vous pensez que ces points ont été résolus, vous pouvez retirer ce bandeau et améliorer la mise en forme d'un autre article.
Abedi Bigirimana, né le 1er janvier 2002 à Bujumbura, est un footballeur international burundais.

## Enfance
Bigirimana Abedi est né le 1er janvier 2002 à Bujumbura, est un footballeur international burundais qui joue au poste de milieu de terrain au sein de Police Rwanda FC évoluant en première division du Championat de Rwanda de Football. Il a commencé à jouer au football à l'âge de 12 ans dans des compétitions interscolaires et dans des équipes du quartier.

## Carrière

### Rukinzo FC (2017-2020)
Après avoir terminé meilleur joueur du tournoi d'interscolaire lors de la saison 2015-2016, plusieurs clubs  locaux évoluant en 2è et 3è division avaient montré leurs intérêts de faire signer Abedi, après plusieurs discussions, le jeune talentueux avait donné son accord et signer pour Rukinzo FC de la Fédération de Football du Burundi,. Lors de la saison 2017-2018 alors que son équipe évolue en 2è division il marque 8 buts et délivre 8 passes décisives et son équipe obtient une promotion en primus ligue (une première de l'histoire du club). Pour sa première saison en D1, il surprend tout le monde malgré son jeune âge en inscrivant 9 buts et délivrant 10 passes décisives en 32 apparitions toutes compétitions confondues et aide également son équipe à se qualifier à la finale de la coupe du président de la République perdue par 3-1 face à Aigle Noir SC d'un certain Ndayishimiye Youssouf et Gasongo Benjamin (son frère aîné qui avait inscrit d'ailleurs un doublé) mais malgré cette défaite en coupe du président, Rukinzo se qualifie en coupe de la confédération parce que Aigle Noir SC avait également remporté le championnat. leur aventure en coupe de la confédération s'arrête juste dès le premier tour préliminaire en se faisant éliminer par le club zimbabwéen de Triangle United, défaite 0-5 à l'aller, et un nul vierge 0-0 au match retour à Bujumbura. Il pouruit ses bonnes prestations lors de la saison 2019-2020 où il marque 8 buts et délivre 4 passes décisives, son club se qualifie de nouveau en coupe du président en éliminant cette fois-ci Aigle Noir SC en demi-finale mais il perd la finale aux tirs au but face à Musongati FC. Auteur d'une magnifique saison, il finit dans l'équipe type de la saison et est nommé pour remporter le prix du meilleur joueur de la saison mais malheureusement il termine 4è au classement.

### Kiyovu SC (2020-2023)
Convoité par plusieurs clubs du continent notamment le FC Green Buffaloes de Zambie et Namungo FC de Tanzanie, il signe finalement un contrat de deux ans au Kiyovu SC pour un montant estimé à 10 000$ ( la meilleure vente de Rukinzo FC jusqu'à présent), attendu comme un Rédempteur par les supporteurs du club rwandais, étant parmi les joueurs les mieux payés du club, la saison 2020-2021 est perturbée par le coronavirus, où la Ferwafa organise le championnat sous forme d'une compétition à 4 poules dont 4 clubs dans chaque groupe pourvus que le championnat se termine bien avant après plusieurs mois d'arrêts.
Un Transfert raté au Club Sportif Sfaxien.
Étant considéré comme le meilleur joueur de son club malgré une saison très moyenne, il est sollicité par un club Serbe où les discussions n'ont pas été poursuivies, le Fus de Rabat du Maroc, El Gouna d'Égypte mais il fait son choix pour le club sportif Sfaxien et en juillet 2021 il s'envole pour Tunis afin de signer son nouveau contrat.  Après une semaine d'essai, et étant satisfait des prestations du joueur, les dirigeants du CS Sfaxien lui proposent un contrat de 3 ans mais Abedi refuse cette offre car selon le joueur, il n'était pas satisfait du salaire proposé en plus l'offre de transfert du club tunisien était jugé inférieur par Kiyovu SC et les discussions avaient pris fin.
De retour au Rwanda, Abedi prolonge son contrat avec Kiyovu SC d'une saison supplémentaire soit jusqu'en juin 2023.
Lors de la saison 2021-2022, Abedi Bigirimana fait une saison magnifique au cours de laquelle il reçoit les éloges des différents amateurs du football et ainsi que les journalistes sportifs Rwandais. Très décisif dans chaque match et en course pour décrocher le nouveau titre du club depuis 1993, mais c'est finalement APR FC qui remporte le championnat à cause d'un mauvais pas de Kiyovu SC à la dernière journée. Sans surprise Abedi remporte le prix du meilleur joueur du championnat et celui de meilleur milieu de terrain, il finit également le deuxième meilleur buteur avec 12 buts, il est aussi le meilleur passeur de son club TCC avec 9 passes décisives.
Durant le mercato d'été de 2022, son nom fait le tour des médias en Tanzanie où il est très courtisé par Youngs Africans, Zesco United et certains clubs belges se sont renseignés sur le joueur mais le club tanzanien avait pris le dessus dans ce dossier et transmis rapidement son offre officielle pour s'attacher le service du joueur burundais mais les dirigeants de Kiyovu SC repoussent cette offre et estiment que leur joueur est intouchable.
Après avoir perdu le titre de champion au bout de suspens, le coach de Kiyovu SC démissionne de son poste et s'engage avec Rayons Sport où il part avec tout son staff, sans tarder, la direction de Kiyovu signe un contrat de deux ans avec l'ancien coach du DCMP Allain-André Landeut.
Toujours en vacances à Bujumbura, Abedi rejoint le groupe en septembre 2022 avec un retard de deux matchs du championnat, il joue son premier match sous la direction du nouveau coach lors de la 3è journée, auteur d'une bonne prestation, le natif de Bujumbura reçoit les éloges de son coach juste après le match "tu as un talent incroyable, ton niveau n'est pas de ce championnat" avait avoué le belgo-congolais. Malheureusement ce dernier sera limogé en janvier à cause des mauvais résultats.
En décembre 2022, Kiyovu SC lui fait une offre de prolongation de contrat de deux ans pour une somme colossale de 90 000$ et un salaire mensuel de 2500$ mais Abedi décline cette offre et souhaite aller au bout de son contrat actuel avec son club.
Le 30 avril 2023, Abedi Bigirimana remporte le prix du meilleur sportif de l'année évoluant au Rwanda de la saison 2022-2023, un prix qui a été décerné par un média en ligne local Isibo TV,.

### Police Rwanda FC (2023-  )
Libre de tout engagement depuis le 30 juin 2023, le jeune joueur burundais était courtisé par plusieurs clubs dont Rayons Sports, APR, Police FC (Rwanda), Namungo FC (Tanzanie) et Fasil Kemena FC d'Éthiopie. Après plusieurs négociations, il signe finalement pour Police Rwanda FC le 28 Juillet 2023, un contrat de deux ans. Attendu comme un prince à Gisenyi où son club fait le stage, Abedi Bigirimana était chaleureusement accueilli par ses nouveaux coéquipiers, à son honneur, ces derniers avaient programmé un bizutage pour les nouvelles recrues le jour du premier entraînement de Abedi sous ses nouvelles couleurs.
Avec Police FC, Bigirimana Abedi a joué 20 matchs toutes compétitions confondues dans lesquels il a marqué 9 buts dont zéro pénalty et délivré 11 passes décisives. Il a également aidé son club à remporter deux trophées dont la coupe des héros et la coupe de la paix. Pour rappel, Police FC n'avait jamais remporter aucun trophée depuis 2015 soit après 9 saisons.

### En sélection
Après avoir passé dans toutes les catégories des équipes des jeunes du Burundi, le 21 septembre 2019, il honore sa première sélection chez les A' en guise des éliminatoires du CHAN 2020 face à l'Ouganda où il était titulaire et indiscutable, défaite 3-0 à l'aller et 0-3 au match retour le 19/10/2019 à Kampala. En juin 2021, il est appelé pour la première fois chez les Intamba Murugamba séniors par le sélectionneur national Jimmy Ndayizeye pour livrer un match amical à Doha au Qatar face à la sélection locale d'Algérie, défaite 3-0 et Abedi était titulaire, en juin 2022, il est de nouveau appelé pour prendre part aux éliminatoires de la CAN 2023 face à la Namibie et au Cameroun mais il n'entre pas en jeu sur ces deux matchs. Le 28 mars 2023 il inscrit son premier but en sélection à la 82è soit deux minutes après son entrée face à l'Indonésie dans un match amical, score final (2-2).
Le 20 juin 2023, Bigirimana Abedi est titulaire pour la première fois en match officiel en guise de la 5è journée des éliminatoires de la CAN 2023 Côte d'Ivoire face à la Namibie, dès l'entame du match, le jeune joueur de 21ans ouvre le score à la 1ère minute de jeu devient ainsi (le but le plus rapide du Burundi en match officiel) et donne l'avantage au Burundi, dans 20 munites le Burundi menait déjà 3-0, et s'était finalement imposé par 3-2 et Bigirimana Abedi était désigné le meilleur joueur du match.
Le Burundi loupe sa qualification à la CAN 2023 malgré une large domination à la première mi-temps face au Cameroun le 4 Septembre 2023 et un but refusé de Abedi pour position de hors-jeu, il s'incline finalement 3-0.
Le 16 Novembre 2023 le Burundi joue son premier match des éliminatoires de la coupe du monde 2026 face à la Gambie, et s'impose 3-2 grâce notamment à un but de la tête de Bigirimana Abedi. Le Burundi reçoit le Gabon le 20 Novembre pour le compte de la 2è journée mais s'incline 2-1 et Abedi marque l'unique but des siens en toute fin du match. Il compte actuellement  6 sélections officielles pour 3 buts à seulement 22ans.

### Équipe nationale
Le 9 janvier 2024, le Burundi est invité par l'Algérie pour livrer un match amical où Abedi porte le brassard de capitaine et devient ainsi le plus jeune joueur burundais à portait le brassard, à seulement 22 ans. Face aux Algériens tranchant, les hirondelles s'inclinent 4-0 au terme du match. En mars 2024, Abedi est de nouveau convoqué à prendre part à un stage à Madagascar où le Burundi perd face aux Malgaches (1-0) et fait match nul face au Lesotho (0-0). Il enchaîne des matchs officiels, d'abord face au Kenya, où le Burundi fait son entrée en lice dans les éliminatoires de la coupe du monde 2026 ; il commence comme titulaire et le Burundi fait match nul (1-1) avant d'infliger aux Seychelles 3-1 en terre marocaine le 11 juin.
Il enchaîne de nouveau 3 titularisations pour les éliminatoires de la CAN 2025, d'abord face au Malawi (victoire 3-2) et puis face au Sénégal défaite (1-0), un match qui fait polémique suite à un penalty litigieux transformé par Ismaïlla Sarr. Le 10 octobre 2024, Abedi est de nouveau titularisé face au Burkina Faso, mais le Burundi s'incline lourdement 4-1 à l'aller. Trois jours après le Burundi s'incline de nouveau au match retour 2-0 et dit adieu à sa participation à la CAN 2025 ; cette fois ci Bigirimana Abedi entre en jeu en seconde période. 
Il est appelé en novembre 2024 pour le compte de la 5e et la dernière journée des éliminatoires de la CAN 2025 face au Malawi et Sénégal mais n'entre pas en jeu de suite d'une blessure aux mollets. 
Le 21 mars 2025, le Burundi  reçoit la côte d'Ivoire au Maroc pour la 3e journée des éliminatoires de la coupe du monde mais s'incline 1-0. Abedi débute le match avant d'être remplacé à la 86e minute. quelques jours après, le Burundi s'impose largement face aux Seychelles 5-1, mais Abedi sort sur blessure à la 30e minute. 
Le 6 juin 2025, il joue tout le match face à la Guinée Bissau, où le Burundi s'impose 1-0. À seulement 23 ans, il est devenu un cadre de l'équipe nationale avec une quinzaine de sélections.

## Vie privée
Toujours discret sur sa vie privée, Abedi ne rend pas sa vie de couple publique, il est le jeune frère de Gasongo Benjamin également international burundais. En juin 2022, il fait un don de plus de 200 cahiers scolaires dans un orphelinat de son pays, il est également l'un des partenaires de Hope international foundation (une organisation caritative qui visite les handicapés et les orphelinats au moins 2 fois par an).

## Palmarès
-Saison 2015-2016, meilleur joueur du tournoi interscolaire
- saison 2016-2017, élu dans l'équipe type de la saison en D2
-saison 2017-2018, finaliste de la coupe du président avec Rukinzo FC
-saison 2018-2019 élu meilleur jeune joueur de la primus ligue, élu dans l'équipe type de la saison et finaliste de la coupe du président de la République.
-saison 2020-2021, meilleur joueur de Kiyovu SC de l'année
-saison 2021-2022, élu meilleur joueur de la saison, deuxième meilleur buteur de la saison avec 12 buts, élu le meilleur milieu de terrain de la saison, élu également le meilleur joueur de Kiyovu de l'année.
Le 30 avril 2023, il remporte le prix du meilleur sportif de l'année décerné par le média en ligne Isibo TV.